# Wadim Krawczenko
Wadim Władimirowicz Krawczenko (ros. Вадим Владимирович Кравченко, ur. 5 kwietnia 1969 w Ałma-Acie) – kazachski kolarz torowy i szosowy reprezentujący także ZSRR, srebrny medalista torowych mistrzostw świata.

## Kariera
Największy sukces w karierze Wadim Krawczenko osiągnął w 1991 roku, kiedy wspólnie z Jewgienijem Bierzinem, Władisławem Bobrikiem i Dmitrijem Nielubinem zdobył srebrny medal w drużynowym wyścigu podczas mistrzostw świata w Stuttgarcie. Cztery lata wcześniej Krawczenko wraz z kolegami wywalczył w tej samej konkurencji złoty medal na mistrzostwach świata juniorów. Ponadto wielokrotnie zdobywał medale na igrzyskach azjatyckich: w 1998 roku złoto indywidualnie i srebro drużynowo, a w 2002 roku złoto indywidualnie i brąz w drużynie. Na igrzyskach olimpijskich w Atlancie w 1996 roku był czternasty w indywidualnym wyścigu na dochodzenie, a na rozgrywanych cztery lata później igrzyskach w Sydney uplasował się trzy pozycje niżej. Na szosie jego największe sukcesy to zwycięstwa w Tour d'Egypte w 1998 roku i Turul României w 2000 roku, a także mistrzostwo Kazachstanu w indywidualnej jeździe na czas.